# Dengeki Daioh
Dengeki Daioh (月刊コミック電撃大王, Gekkan Komikku Dengeki Daiō) är ett månatligt seriemagasin som ges ut i Japan av MediaWorks.

## Exempel på serier från tidningen
- Kiyohiko Azuma:
  - Azumanga daioh
  - Yotsuba&!